# Maurice Hauriou
Maurice Hauriou (Ladiville, 17 agosto 1856 – Tolosa, 12 marzo 1929) è stato un giurista e professore di diritto francese divenuto celebre per le sue teorie sull'istituzione e sulla consociazione.
Si oppone tanto alle concezioni soggettivistiche quanto a quelle oggettivistiche del diritto e dello Stato, sostenendo il diritto come un prodotto delle istituzioni. Pertanto, secondo Hauriou, compito del giurista deve essere quello di analizzare come il diritto sorga dalle istituzioni cominciando a studiare quella più semplice (la famiglia) fino a giungere a quella più complessa: lo Stato.
Hauriou fu considerato come il suo maestro e il maestro della disciplina giuridica da Carl Schmitt. Dalla teoria dell'istituzione di Hauriou ha preso spunto Santi Romano per il concetto di Istituzionalismo.

### Libri on-line
- (FR) Maurice Hauriou, La gestion administrative : Étude théorique de droit, Paris, L. Larose, 1899. URL consultato il 13 maggio 2012.
- (FR) Maurice Hauriou, L'Histoire externe du droit, Paris, F. Pichon, 1884. URL consultato il 13 maggio 2012.
- (FR) Maurice Hauriou, Écrits sociologiques, Préface de Frédéric Audren et Marc Milet, Paris, Dalloz, 2008, ISBN 978-2-247-08088-5.
- (FR) Maurice Hauriou, Précis de droit administratif et de droit public général, Quatrième édition, Paris, L. Larose, 1901. URL consultato il 13 maggio 2012.
- (FR) Maurice Hauriou, Précis élémentaire de droit constitutionnel, Deuxième édition, Paris, Librairie du Recueil Sirey, 1930. URL consultato il 13 maggio 2012.
- (FR) Maurice Hauriou, Principes de droit public, Deuxième édition, Paris, Librairie du Recueil Sirey, 1916. URL consultato il 13 maggio 2012.
- (FR) Maurice Hauriou, Principes de droit public, Préface d’Olivier Beaud, Paris, Dalloz, 2010, ISBN 978-2-247-09009-9.

### Pubblicazioni
- (FR) Charles Eisenmann, Deux théoriciens du droit : Duguit et Hauriou, in Revue Philosophique de la France et de l’Étranger, CX, luglio à décembre 1930,  pp. 231-279. URL consultato il 14 maggio 2012.
- (EN) Maurice Hauriou, An Interpretation of the Principles of Public Law, in Harvard Law Review, XXXI, n. 6, aprile 1918,  pp. 813-821. URL consultato il 13 maggio 2012.
- Cesare Goretti, Il liberalismo giuridico di Maurice Hauriou, Tip. Editrice L. Di Pirola, Milano, 1933.